# ایران جدید
ایران جدید نام یکی از مطبوعات استان فارس در دوران قاجاریه است.
این روزنامه از سال ۱۳۴۴ هـ.ق به وسیله امین خاقان در شیراز به چاپ رسیده است.